# 4950 House
4950 House је астероид главног астероидног појаса чија средња удаљеност од Сунца износи 2,747 астрономских јединица (АЈ).
Апсолутна магнитуда астероида је 11,5.